# Caloptilia murtfeldtella
Caloptilia murtfeldtella är en fjärilsart som först beskrevs av August Busck 1904.  Caloptilia murtfeldtella ingår i släktet Caloptilia och familjen styltmalar. Inga underarter finns listade i Catalogue of Life.